# Kuczków (gromada w powiecie włoszczowskim)
Kuczków – dawna gromada, czyli najmniejsza jednostka podziału terytorialnego Polskiej Rzeczypospolitej Ludowej w latach 1954–1972.
Gromady, z gromadzkimi radami narodowymi (GRN) jako organami władzy najniższego stopnia na wsi, funkcjonowały od reformy reorganizującej administrację wiejską przeprowadzonej jesienią 1954 do momentu ich zniesienia z dniem 1 stycznia 1973, tym samym wypierając organizację gminną w latach 1954–1972.
Gromadę Kuczków z siedzibą GRN w Kuczkowie utworzono – jako jedną z 8759 gromad na obszarze Polski – w powiecie włoszczowskim w woj. kieleckim, na mocy uchwały nr 13l/54 WRN w Kielcach z dnia 29 września 1954. W skład jednostki weszły obszary dotychczasowych gromad Dąbie (bez wsi Gródek), Kuczków (bez parcelacji Daleszec) i Kuźnica Wąsowska ze zniesionej gminy Chrząstów oraz wsie Wola i Łysaków z dotychczasowej gromady Przyłęk ze zniesionej gminy Secemin w tymże powiecie. Dla gromady ustalono 15 członków gromadzkiej rady narodowej.
Gromadę zniesiono 31 grudnia 1959, a jej obszar włączono do gromady Chrząstów.